# البرتو، گریتر پولاند ویوودشیپ
البرتو، گریتر پولاند ویوودشیپ (به لاتین: Albertów, Greater Poland Voivodeship) یک منطقهٔ مسکونی در لهستان است که در Gmina Turek واقع شده‌است.

## خصوصیات
البرتو ۱۳۷ نفر جمعیت دارد.